# Hearts of Men (film 1912)
Hearts of Men è un cortometraggio muto del 1912 di cui non si conosce il nome del regista. È una delle prime interpretazioni cinematografiche di William Bailey.

## Produzione
Il film fu prodotto dalla Essanay Film Manufacturing Company.

## Distribuzione
Distribuito dalla General Film Company, il film - un cortometraggio in una bobina - uscì nelle sale cinematografiche statunitensi il 19 luglio 1912.